# سایکوسوشال
«سایکوسوشال» (به انگلیسی: Psychosocial) ترانه‌ای از گروه اسلیپ‌نات است. این ترانه به عنوان دومین تک‌آهنگ و چهارمین ترک از چهارمین آلبوم استودیویی این گروه، که همه امیدها از دست رفته نام دارد، منتشر شد. این ترانه در ۲۶ ژوئن ۲۰۰۸ وارد ایرپلی شد و در ابتدا برای انتشار به صورت یک تک‌آهنگ دیجیتالی در ۱ ژوئیه برنامه‌ریزی شده بود، اما به تعویق افتاد و در تاریخ ۸ ژوئیه منتشر شد. اسلیپ‌نات اولین بار ترانه سایکوسوشال را در ۹ ژوئیه ۲۰۰۸ در وایت ریور آمفی‌تئاتر در اوبرن، واشنگتون به صورت زنده اجرا کرد. این ترانه در سال ۲۰۰۸ در آلبوم موسیقی متن مجازات‌گر: منظقه جنگی هم قرار داشت. این ترانه نامزد دریافت بهترین اجرای متال در پنجاه و یکمین دوره جوایز گرمی بود، اما آهنگ آخرالزمان من از گروه متالیکا برنده شد. این ترانه همچنین نامزد جوایز کرنگ! برای جایزه بهترین تک‌آهنگ بود.